# 中元勇作
中元 勇作（なかもと ゆうさく、1988年12月12日 - ）は、広島県竹原市出身の元プロ野球選手（投手）。左投左打。

## 経歴
近畿大学工学部に進学すると、4年秋に3完封6勝、防御率0.35の成績を残し、MVP、投手ベストナインの2冠を獲得する。大学卒業後、伯和ビクトリーズに入社。
2014年のドラフト会議で、東京ヤクルトスワローズから5位指名を受けて入団。
2015年5月1日に一軍初昇格が予定されたが、怪我のため昇格は見送られた。また、7月7日のイースタンリーグ対楽天戦では、チーム内で怪我人等が相次ぎ、野手が不足したため投手登録ながら代走として出場している。
2016年10月1日、戦力外通告を受け引退した。12月2日、自由契約公示された。

## 選手としての特徴
左スリークォーターで打者からは球の出所が見にくい投球フォームが特徴。細身だがストレートのキレ良くスライダー・チェンジアップの精度も良い。

## 詳細情報

### 年度別投手成績
- 一軍公式戦出場なし

### 背番号
- 39（2015年 - 2016年）